# 府谷鱷屬
府谷鱷屬（屬名：Fugusuchus）是主龍形下綱引鱷科的一屬，是生存年代最早、最原始的引鱷科之一。府谷鱷的唯一化石發現於中國山西省的鶴山口組地層，地質年代屬於三疊紀早期。這個化石（編號GMB V 313）是一個部完整頭顱骨、部分右前肢、以及一個間椎體，目前存放於北京中国地质博物馆。
府谷鱷是種中型引鱷科動物。府谷鱷的頭顱骨長而低矮，而近親引鱷的頭顱骨長而高。府谷鱷的下頜佈滿牙齒，眼眶正下方的下頜段落也有牙齒。後期引鱷科的上頜只有前段具有牙齒，例如：格爾贊鱷、引鱷。